# Cyclodium calophyllum
Cyclodium calophyllum är en träjonväxtart som först beskrevs av Conrad Vernon Morton, och fick sitt nu gällande namn av Alan Reid Smith. Cyclodium calophyllum ingår i släktet Cyclodium och familjen Dryopteridaceae. Inga underarter finns listade.